# وفاق تيغنيف
وفاق تيغنيف، هو نادي جزائري لكرة القدم مقرهّ في تيغنيف تأسس سنة 1995، ويلعب النادي في ملعب حساين زرقوق لكحل بالمدينة الذي يتسع لحوالي 6000 مشجع.